# Onthophagus favrei
Onthophagus favrei es una especie de insecto del género Onthophagus de la familia Scarabaeidae del orden Coleoptera.
 Excavadores, de coloración negra o marrón muy oscuro y sin brillo.  Mide entre 5 a 7.5 mm.

## Taxonomía
Fue descrita científicamente por primera vez en el año 1914 por Boucomont.